# Tolberto II da Camino
Tolberto II da Camino (1218 – 1256) è stato un nobile italiano.

## Biografia
Figlio di Biaquino II, apparteneva per questo al cosiddetto ramo "inferiore" della famiglia.
Rimase orfano in tenera età del padre, morto in Terra santa dove si era recato in occasione della quinta crociata; per questo insieme al fratello maggiore Guecellone fu affidato alle cure di uno zio omonimo, un noto giudice a Treviso. Attorno ai dieci anni fu però costretto, al seguito della famiglia, a lasciare la città dopo l'arrivo di Ezzelino III da Romano la cui famiglia di appartenenza, di orientamento ghibellino, fu causa per anni di scontri tra i casati più in vista e i Comuni della Marca Trevigiana.
Tolberto, in particolare, seguirà a lungo le sorti del fratello Guecellone; ma mentre quest'ultimo fu per un certo periodo alleato di Alberico da Romano, e podestà di Treviso insieme a lui, Tolberto invece aderì alla fazione opposta alleandosi con Ezzelino, del quale sposò pure una parente, Agnese de' Guidotti.
Tolberto è ricordato anche per aver defraudato dei nipoti posti sotto la sua tutela. Pur avendo vissuto a lungo all'ombra del fratello, più attivo politicamente, fu grazie ai suoi discendenti che continuò la storia di questo ramo della famiglia.

## Discendenza
A Tolberto sono attribuiti due figli:
- Guecellone VI;
- Biaquino V, morto nel 1274 e sepolto nell'abbazia di Follina[1].